# Reinhard Mager
Reinhard Mager (* 2. Mai 1953 in Zimmern) ist ein ehemaliger deutscher Fußballspieler. Er bestritt als Torhüter von 1976/77 bis 1986/87 138 Bundesligaspiele für den VfL Bochum und Blau-Weiß 90 Berlin. Von 1984 bis 1989 hütete er bei BW 90 Berlin auch noch in 115 Spielen in der 2. Bundesliga das Tor.

## Laufbahn
Der gebürtige Schwabe Reinhard Mager begann seine Torhüterlaufbahn beim SV Zimmern, ehe sich nach dem Wechsel zu BSV Schwenningen zahlreiche Nominierungen für die Württembergische Verbandsauswahl anschlossen. Zur Runde 1975/76 unterschrieb er schließlich einen Kontrakt beim Bundesligisten VfL Bochum. Hinter dem etablierten Werner Scholz verblieben ihm in den ersten Jahren nur sporadische Einsätze (1976/77: ein BL-Spiel; 1977/78: drei BL-Spiele). Als Heinz Höher durch Helmuth Johannsen als Trainer in Bochum zur Runde 1979/80 ersetzt wurde, schlug die Stunde von Reinhard Mager. Zwei Runden war er die Nummer eins beim VfL und stand in allen 68 Ligaspielen im Tor der Bochumer. Das änderte sich aber wieder mit dem Trainerwechsel von Johannsen zu Rolf Schafstall ab der Saison 1981/82. Jetzt setzte sich mit Ralf Zumdick eine neue Nummer eins fest und Mager wurde wieder in die Ersatztorhüterrolle gedrängt. Deshalb nahm er zur Runde 1984/85 das Angebot des Aufsteigers in die 2. Fußball-Bundesliga, Blau-Weiß 90 Berlin, an und wechselte als Nummer eins an die Spree.
Bereits im zweiten Jahr in Berlin, 1985/86, gelang unter Trainer Bernd Hoss als Vizemeister der direkte Bundesligaaufstieg. In 32 Spielen hütete dabei Mager das Tor, in sechs Spielen wurde er durch Holger Gehrke vertreten. Den Klassenerhalt konnte sich Blau-Weiß 90 aber in der ersten Liga 1986/87 nicht sichern, als Tabellenletzter ging es wieder zurück in die 2. Liga. Mager hatte 24 und Gehrke zehn Spiele dabei absolviert. Er blieb die nächsten zwei Runden beim Bundesligaabsteiger und war 1988/89 mit 36 Einsätzen nochmals unangefochten der Stammtorhüter bei BW 90, das den achten Platz belegte.
Zur Runde schloss sich Mager dem Lokalrivalen Hertha BSC an und erlebte mit der „alten Dame“ im Sommer 1990 den Aufstieg in die Bundesliga. In 19 Heimspielen legte die Mannschaft von Trainer Werner Fuchs mit 33:5 Punkten die Grundlage zur Bundesligarückkehr. Im Tor war Walter Junghans in allen 38 Ligaspielen zum Einsatz gekommen, Mager übte kollegial die Ersatztorhüterrolle aus. Als Hertha 1990/91 den Klassenerhalt nicht bewerkstelligen konnte, auch vier Trainer (Werner Fuchs, Pál Csernai, Peter Neururer, Karsten Heine) konnten daran nichts ändern, blieb er auch ohne Einsatz, da er ausgerechnet bei einer Operation von Junghans verletzt war und der junge Marco Sejna deshalb zu sechs Bundesligaspielen kam.
Zu diesem Zeitpunkt hatte er bereits in Zusammenarbeit mit dem Berliner Fußball-Verband eine Torwartschule gegründet, die er nach der Beendigung seiner aktiven Laufbahn 1991 weiterführte.